# احمدقلی احمدی
احمدقلی احمدی استاد بزرگ دوتار (۱۳۰۴–۱۳۸۵ خورشیدی) وی از ده سالگی آموزش دوتار را نزد دائی‌ خویش خان محمد قیطاقی آموخت و ۶۰ سال تجربه و آموزش او را یکی از «بخشی‌گران» برجسته زمان خویش بار آورد. وی یکی از بزرگترین و اصیل‌ترین بخشی‌ها، از نسل تکرارناپذیر در موسیقی و فرهنگ شمال خراسان بود. استاد او مرحوم خان محمد قیطاقی سرسلسله و استاد اکثر بخشیان بنام معاصر منطقه قوچان (همچون مرحوم حاج حسین یگانه، حاج قربان سلیمانی، مرحوم اسماعیل ستارزاده، مرحوم رستم جعفرآبادی و حاج غلام حسین و...) بود. 
کوک‌های معمول دوتار نوازندگان و بخشیان شمال خراسان در حال حاضر محدود و متمرکز به دو کوک شده‌است که احمدی از این جرگه خارج و ضمن حفظ عین فواصل استادش همانند او از یکی از کوک‌های مهجور و بسیار قدیمی استفاده می‌کرد.  
در آواز سبک خاصی در استفاده از حنجره و صداسازی داشت و در نواختن نیز پایبندی عامدانه و وسواس احمدی به حفظ دقیق و پرهیز از دخل و تصرف در آموخته هایش، چشمگیر بود.   
وی پس از حدود ۸۱ سال زندگی در آخرین ساعات روز آخر آذرماه ۱۳۸۵ در اولین لحظات ورود به محل سکونت خود (شهر کهنه قوچان) در برگشت عاجلانه از تهران در پی شرکت در جشنواره <نعت خورشید> در مسیر منزل، دار فانی را وداع گفت. تنها شاگرد او سعید طهرانی زاده می‌باشد.